# أرماند ديغل
أرماند ديغل هو سياسي كندي، ولد في 16 مايو 1892 في Saint-Roch, Quebec City ‏ في كندا، وتوفي في 8 مارس 1957 في ميامي في الولايات المتحدة. نشط حزبياً في الحزب الليبرالي الكندي. وقد انتخب عضو مجلس الشيوخ الكندي ‏.